# Límnes (Lassíthi)
Límnes, en grec moderne : Λίμνες, est un village du dème d'Ágios Nikólaos, dans le district régional de Lassíthi de la Crète, en Grèce. Selon le recensement de 2011, la population de Límnes compte 324 habitants. 
Il est construit à une altitude de 200 m et situé dans une vallée appelée Skáfi tou Mirábelou (Σκάφη του Μιράμπελου), sur la route qui relie Héraklion à Agios Nikolaos, à 11 km de ce dernier.

## Recensements de la population
| Recensements | 1900 | 1920 | 1928 | 1940 | 1951 | 1961 | 1971 | 1981 | 2001 | 2011 |
| ------------ | ---- | ---- | ---- | ---- | ---- | ---- | ---- | ---- | ---- | ---- |
| Population   | 803  | 915  | 880  | 897  | 840  | 760  | 616  | 528  | 386  | 324  |

## Source de la traduction
- (el) Cet article est partiellement ou en totalité issu de l’article de Wikipédia en grec moderne intitulé « Λίμνες Λασιθίου » (voir la liste des auteurs).